# Le Spot (Sion)
Pour les articles homonymes, voir Spot.
Le Spot est un pôle théâtral situé au cœur de la vieille ville de Sion, en Valais. Né de la fusion du Théâtre de Valère et du Petithéâtre, le Spot offre une programmation artistique centrée sur la création actuelle et régionale.
Avec une quarantaine de spectacles de compagnies professionnelles programmés chaque saison, le Spot propose aussi bien du théâtre, de la danse que du cirque. De plus, une programmation estivale permet aux artistes et aux publics de sortir des murs chaque été sur la Place des Théâtres.
Chaque saison, des créations valaisannes partagent l'affiche avec des spectacles en tournée nationale. Ceux-ci sont régulièrement mentionnés dans les médias romands, comme par exemple dans le "Guide des 25 spectacles flamboyants à voir" du Temps ou dans la rétrospective de la RTS avec les "dix spectacles qui ont marqué l'année". Le Spot est également partenaires d'événements mettant à l'honneur la relève théâtrale comme avec les rencontres Fais comme chez toi qui ont lieu chaque année en octobre. Chaque automne, le Spot met aussi à l'honneur les arts du cirque en organisant La Nuit du Cirque depuis 2021.

## Histoire

### 1758
En 1758, l'ancienne résidence épiscopale est transformée par les Jésuites en théâtre pour leur collège. Cet espace d'expression devient officiellement le Théâtre de Sion et sa vocation de théâtre ne changera plus.

### 1944: Société du Théâtre de Sion
En 1944, la Société du Théâtre de Sion (STS) est fondée afin d’administrer et de restaurer ce lieu devenu trop vétuste pour accueillir des spectacles professionnels. Une convention est signée l’année suivante entre le Canton et la Ville, copropriétaires, qui permet la rénovation de la salle. Dans les années qui suivent, plusieurs rénovations et aménagements marquent l'existence du lieu, avec notamment l'ajout du foyer.

### 1975: Naissance du Petithéâtre
Fondé en 1975 à l’initiative de citoyens soutenus par la Bourgeoisie de Sion et par la Ville de Sion, le Petithéâtre visait à proposer une offre culturelle à la population sédunoise alors que le Théâtre de Valère était sur le point d’être fermé pendant 6 ans pour rénovations. En 1990, le Petithéâtre déménage et s’installe à son actuel emplacement, à la Petite Chancellerie, au 9 de la même rue du Vieux-Collège.

### 2021: Valère et le Petithéâtre deviennent le Spot
En 2020, la Ville de Sion décide de renforcer le pôle des arts de la scène en plaçant le Théâtre de Valère et le Petithéâtre dans les mains d’une seule et même équipe. Par leur architecture aussi différente que complémentaire, ces deux lieux forment désormais le cœur du Spot (acronyme de Sion Pôle des théâtres).

## Infrastructures
Deux bâtiments disposés de part et d'autre de la place des théâtres forment l'essentiel du Spot : le Théâtre de Valère et le Petithéâtre. A terme, le bâtiment adjacent de l'Harmonie municipal intégrera ce pôle théâtral.

### Théâtre de Valère
Depuis sa transformation en théâtre en 1758, la vocation de ce bâtiment n'a plus changé. De type théâtre à l'italienne avec une scène de 10 x 12 mètres, sa jauge est de 350 places, avec parterre de 280 places et un balcon de 70 places. Un foyer d'accueil, des loges et la cave du théâtre – également connue sous le nom de Cave à Jazz ou Dolmen – complètent ce bâtiment historique sis à la rue du Vieux-Collège 22.

### Petithéâtre de Sion
Le Petithéâtre a été inauguré en 1975 à la rue du Vieux-Collège 14 avant de déménager en 1990 à son actuel emplacement, dans l'ancien bâtiment de la Petite Chancellerie. L'espace théâtral se situe dans la cave voutée du bâtiment, avec une scène de 6 x 6 mètres et un petit gradin de 50 places. À l'étage, le foyer d'accueil et les loges permettent d'accueillir le public et les artistes.

### Place des Théâtres
Autrefois connue sous le nom de Place des Jésuites, la Place des Théâtres est le trait d'union entre plusieurs bâtiments historiques à caractère culturel : le Théâtre de Valère, le Petithéâtre, l'Église des Jésuites ainsi que les bâtiments de l'Harmonie municipale et de l'HEMU. L'été, la Place des Théâtres devient l'écrin de plusieurs événements culturels, tels que le Pollen Festival ou encore le Spot estival.